# Calandbrug
Die Calandbrug ist eine Straßen- und ehemalige Eisenbahnbrücke über den Calandkanal im Hafen Rotterdam in der niederländischen Gemeinde Rotterdam. Sie liegt westlich von Rozenburg am Ende des Kanals, der hier in den Brittanniëhaven mündet. Die 1969 fertiggestellte Fachwerkbrücke mit integrierter Hubbrücke verbindet die Hafengebiete Europoort und Botlek und führt zwei Fahrstreifen des Rijksweg 15, einen separaten Weg für Kleinkrafträder und Fahrräder sowie einen Fußweg. Bis 2021 führte sie zudem zwei Gleise der Havenspoorlijn Rotterdam.
Da der Brittanniëhaven von Autotransportern mit hohen Aufbauten erreicht werden muss, die bei starken Winden die nur 46 Meter breite Öffnung der Brücke nicht mehr passieren konnten, ließ die Hafenbehörde 1985 einen 1,8 Kilometer langen und 25 Meter hohen teildurchlässigen Windabweiser an der Westseite der Brücke errichten. Zudem wurde zur Entlastung der Brücke bis 2004 der parallel verlaufende Thomassentunnel gebaut, der mit sechs Fahrstreifen der Autobahn A15 den Calandkanal unterquert. Seit Eröffnung des Theemsweg-Trasse Ende 2021 wird der Zugverkehr über eine Hochbahn an der Brücke vorbeigeleitet, wodurch der Schienengüterverkehr der Hafenbahn nicht mehr durch den Schiffsverkehr unterbrochen werden muss. Die Brücke dient weiterhin als Straßenbrücke für den lokalen Verkehr und den Gefahrguttransport.

## Geschichte

### Europoort und Calandkanal in den 1960er Jahren
Pieter Caland, Namensgeber der Brücke und des Kanals, den sie überquert, legte Ende des 19. Jahrhunderts mit dem Entwurf und Bau des Nieuwe Waterweg den Grundstein zur Entwicklung des Hafens Rotterdam zu einem der größten Seehäfen der Welt. Vor dem Zweiten Weltkrieg hatte sich der Hafen hauptsächlich Richtung Westen und südlich des Nieuwe Waterweg bis zur Oude Maas ausgedehnt, wo ab Ende der 1930er Jahre westlich von Pernis der 1. und 2. Petroleumhaven entstand und sich darum großflächig petrochemische Industrie ansiedelte. Nach dem Krieg wurde mit dem Bau der Hafengebiete Botlek (1952–1957) und Europoort (1958–1964) auf der Insel Rozenburg die Westexpansion weiter vorangetrieben. Dabei passte man die Hafenanlagen den Entwicklungen im Energie- und Chemiesektor an, da die Bedeutung von Kohle als Brennstoff und Rohstoff zunehmend durch Erdöl abgelöst wurde und sich die Standorte der Erdölraffinerien von den Förderorten in die Abnehmerländer verlagerten. So entstanden in Botlek der 3. und im Europoort der 4. bis 7. Petroleumhaven sowie Tanklager und Raffinerien fast aller großen Mineralölunternehmen. Um den großen Öltankern die Zufahrt zum Tiefwasserhafen Europoort zu ermöglichen, wurde bis Anfang der 1970er Jahre der Euro-Maasgeul und als Verlängerung parallel zum Nieuwe Waterweg der Calandkanal gebaut, wodurch Schiffe mit einem Tiefgang von bis zu 21 Meter den Hafen gezeitenunabhängig erreichen konnten. Der Nieuwe Waterweg hatte zu jener Zeit nur eine Tiefe von etwa 12 Meter, die bis 2019 auf 15 Meter vergrößert wurde. Für die Binnenschifffahrt entstand gleichzeitig auf der Südseite entlang der ehemaligen Brielse Maas (heute Brielse Meer) der Hartelkanal, wodurch diese räumlich besser von der Seeschifffahrt getrennt wurde.

### Calandbrug 1969 und Windabweiser 1985

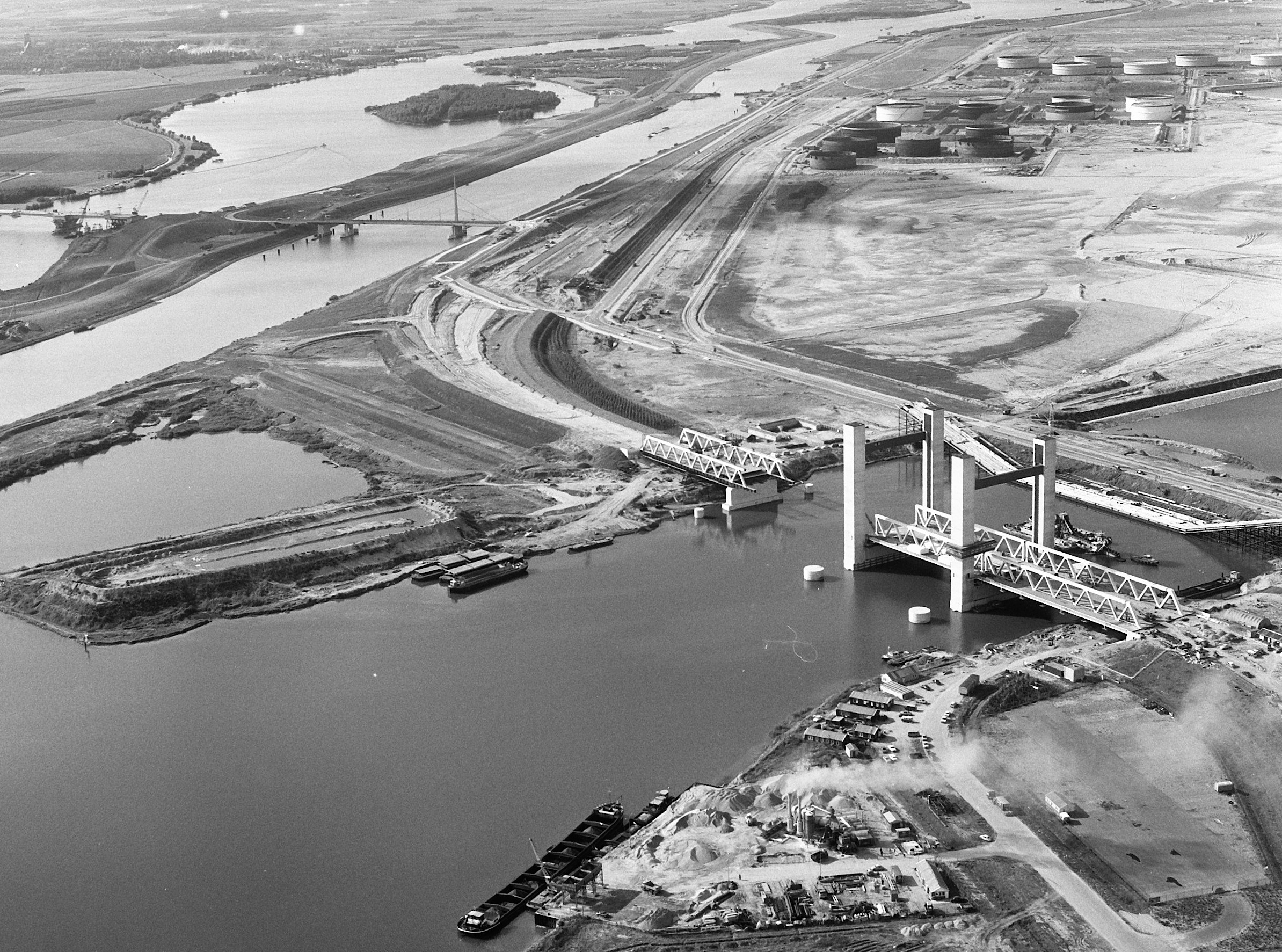
Bau der Calandbrug über den noch geschlossenen Calandkanal 1968, links oben der Hartelkanal mit der Harmsenbrug und das Brielse Meer

Der Tiefwasserbereich des Calandkanals reicht nur bis zum Ende des 7. Petroleumhaven. Westlich der Gemeinde Rozenburg biegt der Kanal dann nach Süden zum flacherem Brittanniëhaven ab. In den 1960er Jahren trennte noch eine Landverbindung zwischen den Hafengebieten Botlek und Europoort diesen Abschnitt vom Kanal, die für den Straßen- und Eisenbahnverkehr und ab 1966 zum Bau der Calandbrug verwendet wurde. Die Fachwerkbrücke mit Hubbrücke führte schließlich zwei Fahrstreifen der N15 und zwei Gleise der Havenspoorlijn Rotterdam. Mit der Eröffnung der Brücke am 6. Juni 1969 und der Entfernung der Landverbindung war der Brittanniëhaven angeschlossen, die Verbindung zum Hartelkanal erfolgte 1971 mit der Inbetriebnahme der Rozenburgschleuse, die das südliche Ende des Calandkanals markiert.
Der Brittanniëhaven war ursprünglich auch für die petrochemische Industrie konzipiert, aber Anfang der 1980er Jahre entstanden auf der Nordseite erste Autoterminals mit Anlegestellen für Autotransporter und andere RoRo-Schiffe. Durch ihre hohen Aufbauten hatten diese Schiffstypen bei starken Winden erhebliche Probleme beim Passieren der nur 46 Meter breiten Öffnung der Hubbrücke. Zum Schutz der Brücke musste die Durchfahrt daher bei Windgeschwindigkeiten ab 30 km/h untersagt werden, was die Erreichbarkeit des Hafenabschnitts besonders in den Wintermonaten stark einschränkte. Auf der Suche nach einer Lösung entschied sich die Hafenbehörde für den Bau eines 1,8 Kilometer langen teildurchlässigen Windabweisers auf der Westseite des Kanals. Der Windscherm Calandkanaal ist aus einer Vielzahl von bis zu 25 Meter hohen Stahlbetonelementen aufgebaut und wurde ab 1983 vom Konstrukteur Joop Schilperoord in Zusammenarbeit mit dem Architekten Maarten Struijs und dem Bildhauer Frans de Wit entworfen. Er ist in seiner Dimension bis heute einzigartig und halbierte ab 1986 die hier vorherrschenden Windgeschwindigkeiten, was die sichere Passage der Hubbrücke bis zu einer Windstärke von etwa 6 Bft ermöglicht.

### Thomassentunnel 2004 und Theemsweg-Trasse 2021

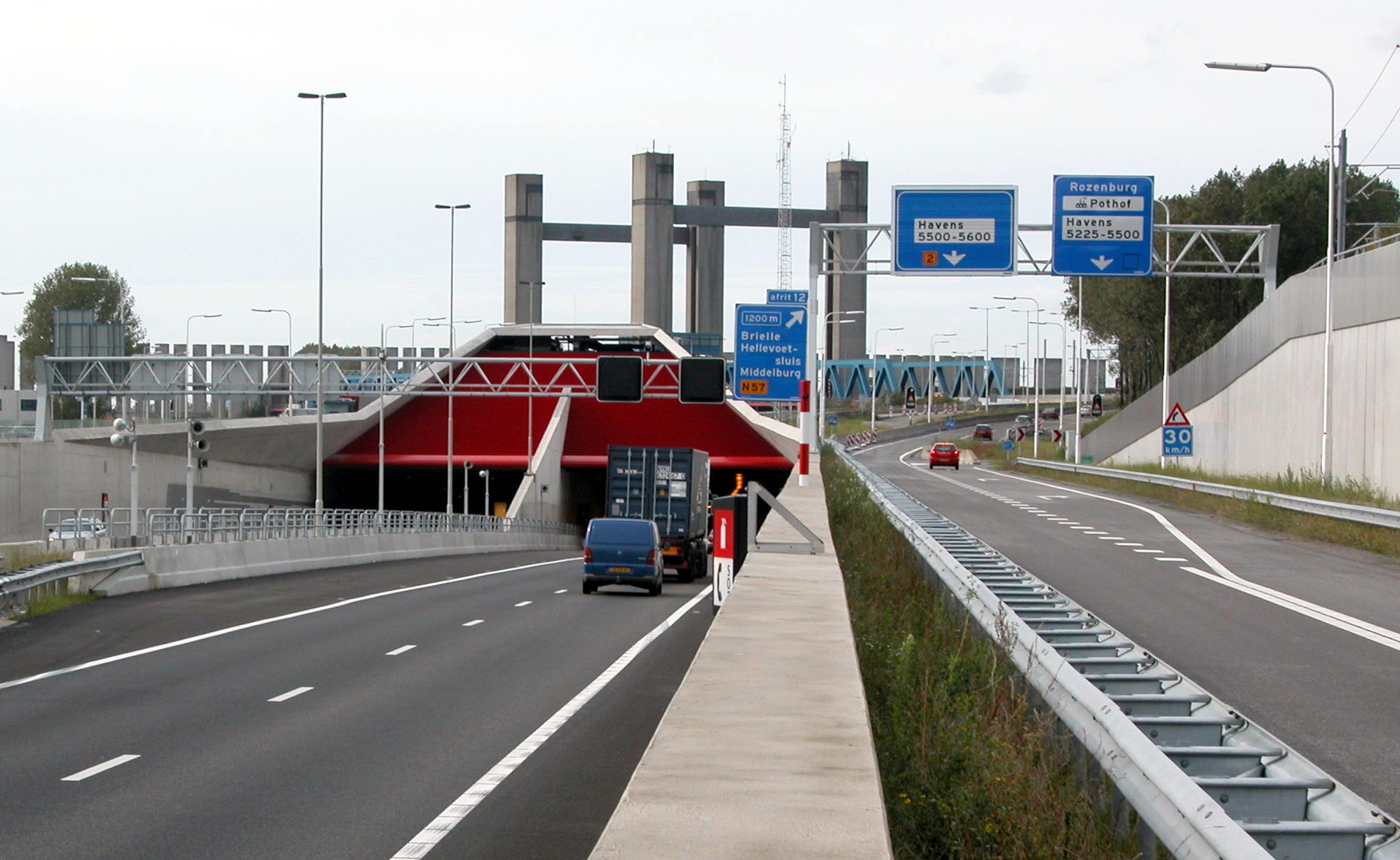
Ostportal des Thomassentunnels (Rijkswaterstaat 2004)

Schon Mitte der 1960er Jahre schritt die Erweiterung des Hafens fort. So entstand an der Mündung des Nieuwe Waterweg in die Nordsee die Maasvlakte (1964–1974) sowie später deren Erweiterung Maasvlakte 2 (2008–2012). Dies erhöhte stetig das Verkehrsaufkommen über die Calandbrug, das 1998 auf durchschnittlich 45.000 Kraftfahrzeuge am Tag angewachsen war. Der ebenfalls gestiegene Schiffsverkehr bedingte zudem täglich etwa 12 Brückenöffnungen, was regelmäßig Verkehrsstaus verursachte. Zur Entlastung wurde daher ab 1999 etwa 100 Meter südlich der Brücke ein Absenktunnel unter dem hier 14 Meter tiefen Calandkanal gebaut. Der 1460 Meter lange Thomassentunnel führt seit 2004 sechs Fahrstreifen der Autobahn A15, die Brücke wird seither als parallele Straßenbrücke (N15) für den lokalen Verkehr und den Gefahrguttransport genutzt.

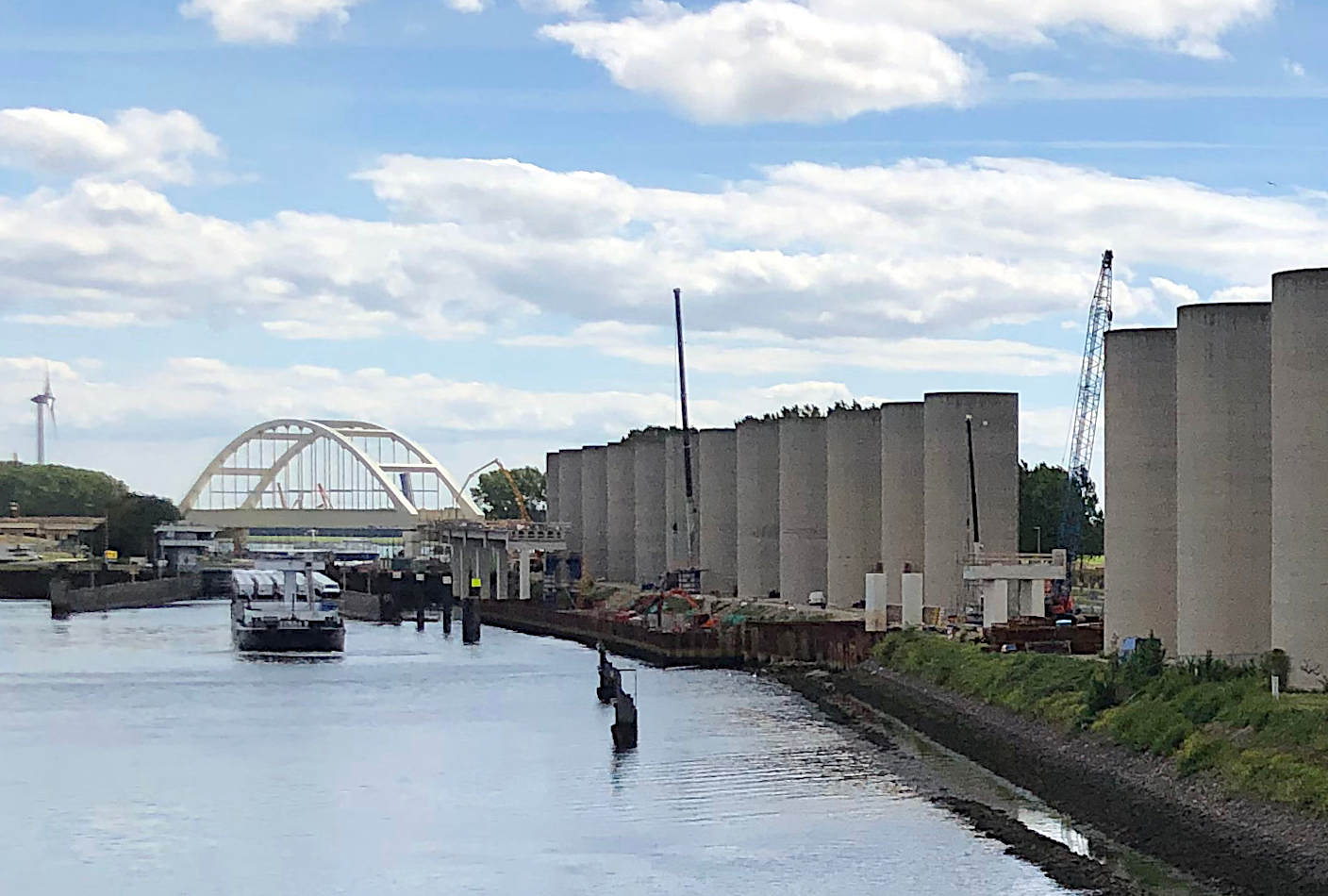
Bau der Theemsweg-Trasse vor dem Windabweiser, am Ende des Calandkanals die Eisenbahn-Bogenbrücke über die Rozenburgschleuse (2020)

Auch das Verkehrsaufkommen auf der zweigleisigen Hafenbahn nahm stetig zu. Seit 2007 ist sie Teil der Betuweroute nach Zevenaar, die zur Entlastung der A15 vom enorm gestiegenen LKW-Verkehr im Seehafenhinterlandverkehr gebaut wurde. Im Jahr 2010 fuhren täglich bis zu 58 Züge über die Brücke, die auch von den Unterbrechungen durch den Schiffsverkehr betroffen waren. Der Betreiber ProRail baute daher ab 2017 eine 4 Kilometer lange neue Streckenführung zur Umfahrung der Calandbrug, die südlich vom Brittanniëhaven entlang des namensgebenden Theemsweg verläuft. Da die Rozenburgschleuse und der Thomassentunnel überquert werden mussten, wurde sie als zweigleisige Hochbahn ausgeführt, mit je einer Stabbogenbrücke über Schleuse und Tunnel. Der erste Güterzug fuhr am 8. November 2021 über die Theemsweg-Trasse (Theemswegtracé), der Zugverkehr über die Brücke wurde eingestellt. ProRail will in Zusammenarbeit mit Rijkswaterstaat bis 2024 einen Sanierungsplan für die Calandbrug erarbeiten, deren Unterhalt schließlich von der niederländischen Behörde übernommen werden soll.
Erste größere Instandsetzungsarbeiten an der Brücke erfolgten 2006, um sie für den erwarteten steigenden Zugverkehr zu verstärken. Dazu wurden an den Verbindungsstellen der Untergurte der Fachwerke mit den diagonalen Streben zusätzliche Stahlplatten angebracht und die Streben selbst verstärkt. In diesem Zuge wurde zur Fahrgeräuschminimierung auch das Eigengewicht der orthotropen Fahrbahnplatte im Bereich der Gleise erhöht. Im Mai 2022 musste die Brücke aufgrund massiver Lagerschäden an den Umlenkrollen des Seilzugsystems der Hubbrücke bis Ende 2022 gesperrt werden. Die Arbeiten erstreckten sich über mehrere Monate, da sich die Umlenkrollen in 60 Meter Höhe in den vier Türmen der Hubbrücke befinden und zur Fixierung des beweglichen Tragwerks in der offenen Position der Bau einer temporären Stützkonstruktion erforderlich war.

## Beschreibung

### Brücke

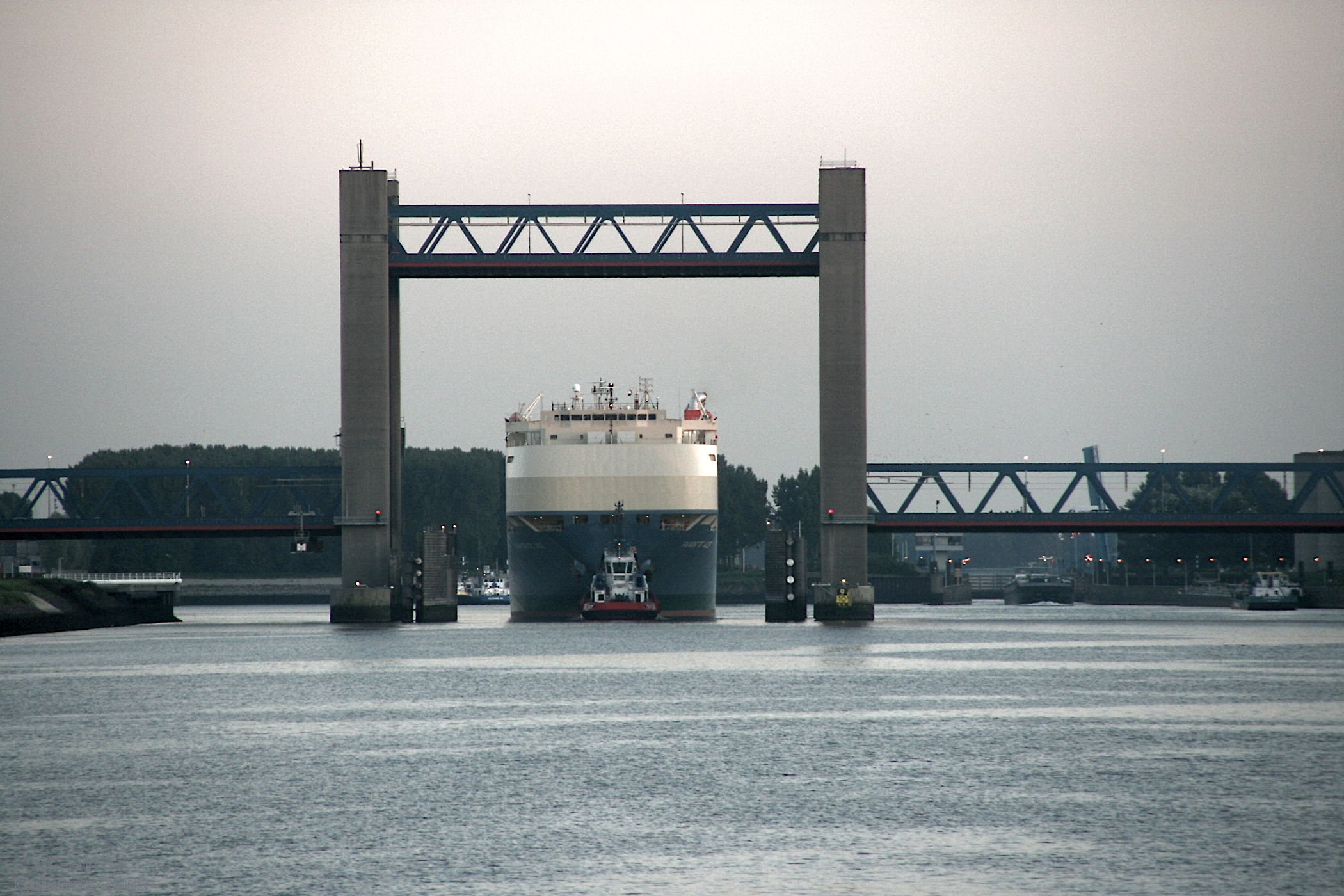
Ein Autotransporter passiert die Hubbrücke (2008)

Die Calandbrug erstreckt sich senkrecht zum Calandkanal über 343,6 m zwischen den Widerlagern. Von Ost nach West gliedert sich die Fachwerkbrücke in einen Einfeldträger mit 84,8 m Spannweite, einen weiteren beweglichen mit 67,8 m und einen Durchlaufträger von 186,5 m Länge, der über zwei Brückenfelder verläuft und Spannweiten von 107,4 m und 79,1 m bildet. Der Abstand zwischen den Auflagern auf den Strompfeilern der Hubbrücke beträgt 2,3 m. Die im Querschnitt unsymmetrischen und baugleichen Tragwerke bestehen aus zwei 8,5 m hohen parallelgurtigen Strebenfachwerken und einer unten liegenden orthotropen Fahrbahnplatte. Die Fachwerke haben bezogen auf ihre Mittelachsen einen Abstand von 23,2 m, wobei diese auf der Südseite eine Breite von 1,0 m und auf der die Gleise führenden Nordseite von 1,2 m haben. Die Fahrbahnplatte ist insgesamt 37,4 m breit und ragt auf der Ostseite 7,5 m und auf der Nordseite 5,7 m über die Fachwerke hinaus. Die Aufteilung der Verkehrswege ist im Querschnitt von Ost nach West: ein Fußweg, ein Bereich für Kleinkrafträder und Fahrräder, zwischen den Fachwerken folgen die vier Fahrspuren der N15 und beidseitig des nördlichen Fachwerks der Bereich für die zwei Gleise.
Das bewegliche Tragwerk der Hubbrücke wiegt etwa 1200 Tonnen. Es ist über insgesamt 36 Stahlseile von 62 mm Durchmesser mit vier Gegengewichten verbunden, die über Umlenkrollen von 4 Meter Durchmesser im oberen Bereich der 64,7 m hohen Türmen laufen. Entsprechend der höheren Masse des Tragwerks auf der Gleisseite wurden hier jeweils 10 und auf der Fahrbahnseite jeweils 8 Seile pro Turm verwendet, die Gegengewichte haben mit 340 beziehungsweise 280 Tonnen auch unterschiedliche Massen. Angetrieben wird das Seilzugsystem über vier Gleichstrommotoren, wobei jeweils zwei über eine Welle verbunden sind, die in dem oberen Querbalken zwischen den Türmen verläuft. Die Motoren haben insgesamt eine Leistung von 1000 PS und können die Hubbrücke in 60 s um 38 m anheben. Die lichte Höhe beträgt in der geschlossenen 11,7 m und maximal 49,7 m in der geöffneten Position. Die verfügbare Durchfahrtsbreite für die Seeschifffahrt beträgt 46,0 m unterhalb der Hubbrücke, für die Binnenschifffahrt steht zudem eine 80,0 m breite Öffnung unter dem angrenzenden Durchlaufträger zur Verfügung.

### Windabweiser
Zum Zeitpunkt seiner Fertigstellung 1986 bestand der 1750 m lange Windabweiser am Westufer des Calandkanals (Windscherm Calandkanaal) geländebedingt aus drei Teilen. Beginnend am Südende vor dem nördlichen Schleusenkopf der Rozenburgschleuse wurden 22 freistehende halbrunde Stahlbetonschalen in einem Abstand von jeweils 12 m errichtet, mit einer Höhe von 25 m und einem Außendurchmesser von 18 m. In Höhe der Brücke wählte man wegen nötiger Öffnungen für den Straßenverkehr und den hier parallel zum Kanal verlaufenden Straßen zwei separate zusammenhängende Strukturen, die etwa 70 m hinter der Linie der südlichen Schalenreihe und mit dieser überlappend errichtet wurden. Die Stahlbetonkonstruktionen im Mittelteil bestehen daher aus 22 beziehungsweise 36 schmaleren Schalen mit einem Außendurchmesser von 4 m, die in einem Abstand von jeweils 1,3 m angeordnet und durch besonders verwindungssteife massive Balken miteinander verbunden sind; die Gesamthöhe beträgt auch hier 25 m. Der nördliche Teil besteht aus einem 15 m hohen Erddamm, auf dem man 49 etwa 10 m lange und hohe Stahlbetonplatten errichtete. Diese überlappen auch mit dem Mittelteil und sind etwa weitere 15 m zurückversetzt.

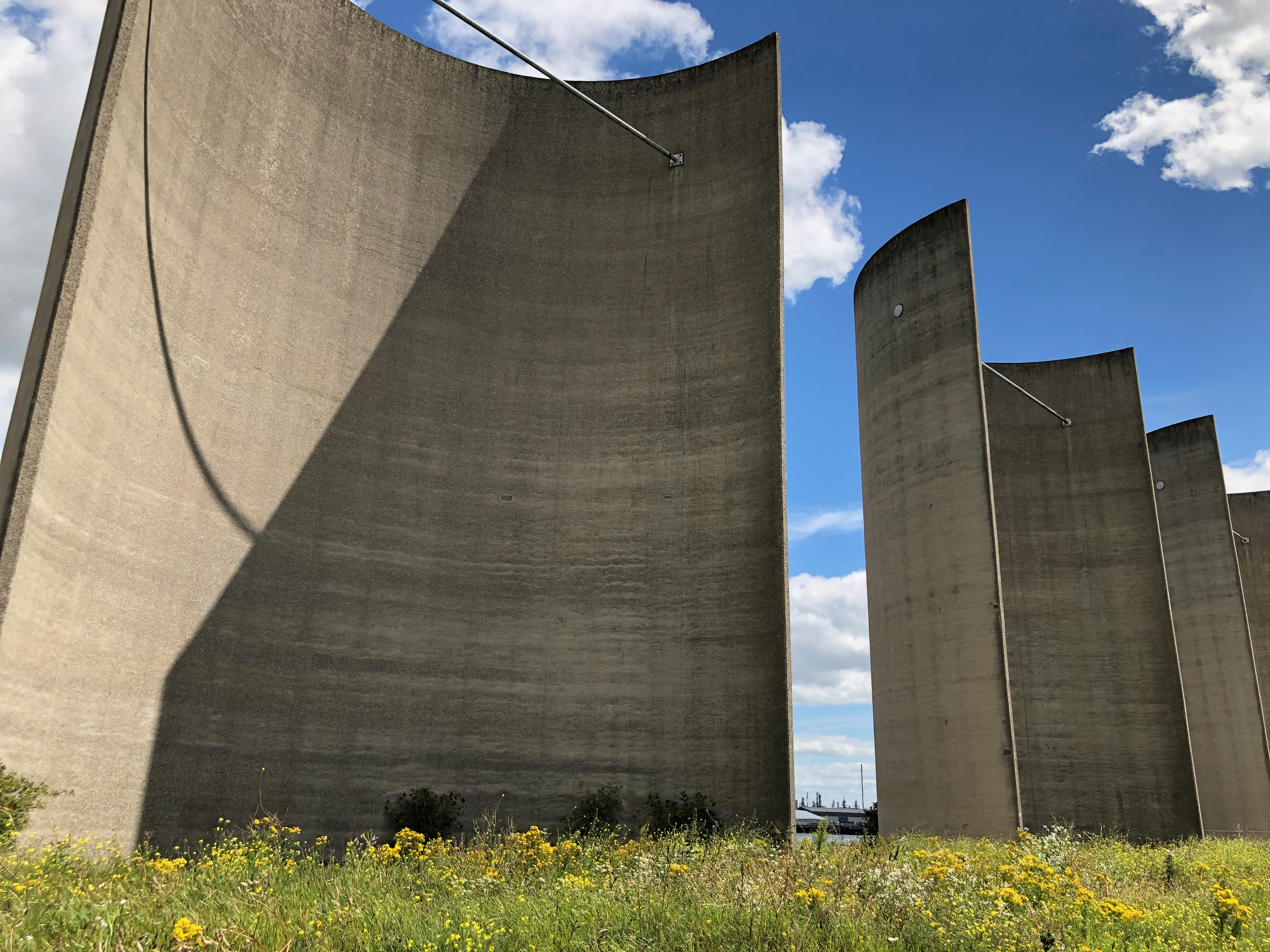
Die großen halbrunden Betonschalen des Südteils
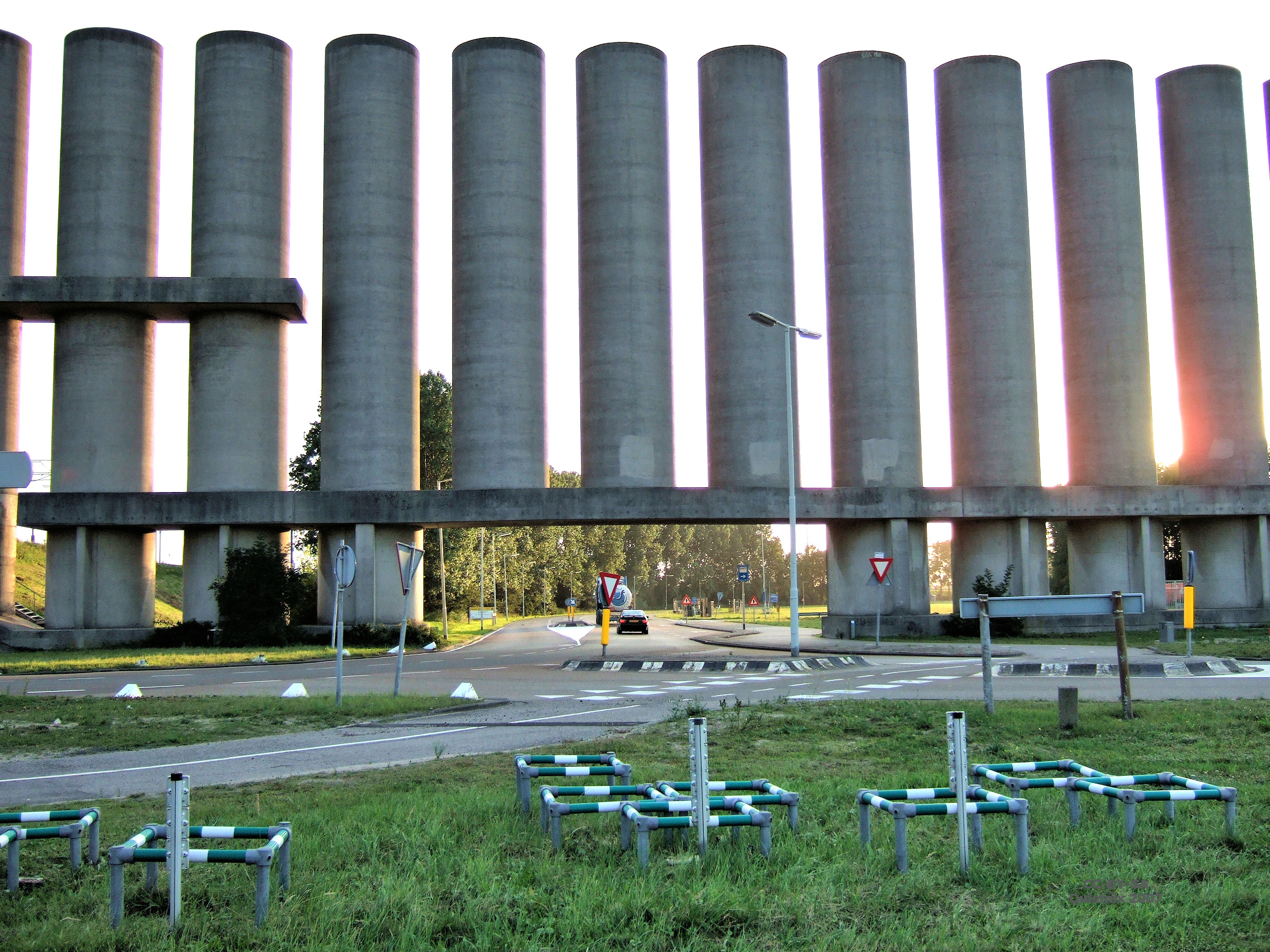
Mittelteil mit den verbindenden Stahlbetonbalken
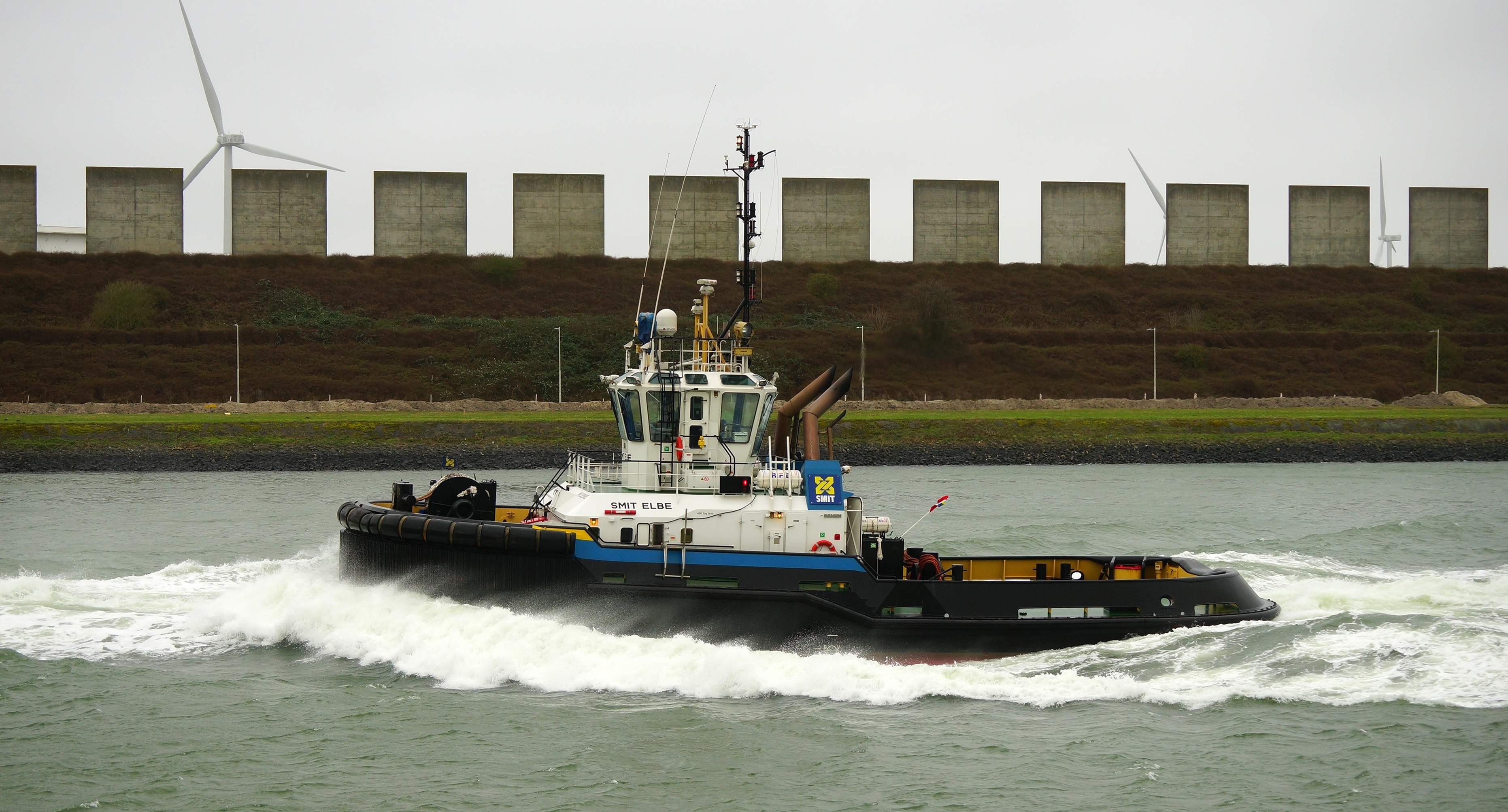
Die Betonplatten des Nordteils auf dem Erddamm
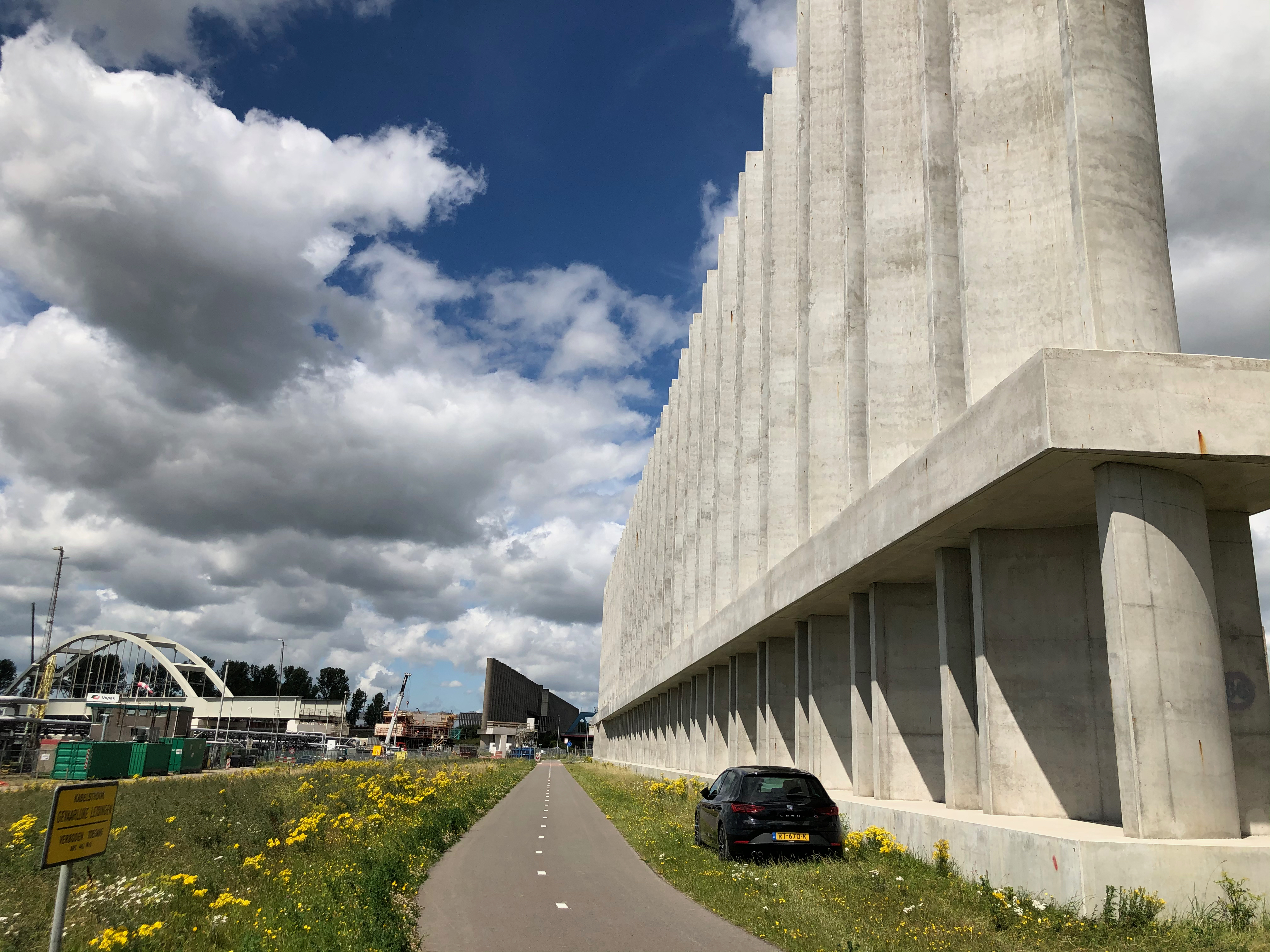
Der im Zuge der Theemsweg-Trasse errichtete vierte Teil

Berechnungen und Modellversuche ergaben eine maximale Reduktion der Windgeschwindigkeiten bei 25 % Durchlässigkeit der Gesamtstruktur und einer Ausrichtung der Betonschalen mit ihren nach innen gewölbten Flächen nach Westen. Ab 1986 konnten so die im Kanal vorherrschenden Windgeschwindigkeiten in der Umgebung der Brücke halbiert werden. Durch den Bau des Thomassentunnels und der Theemsweg-Trasse mussten einige der großen Betonschalen auf der Südseite der Brücke versetzt oder entfernt werden. Als Ausgleich wurde ein vierter Teil aus 27 schmalen Schalen ähnlich dem Mittelteil errichtet.